# Escut de les Illes Balears
L'Escut de les Illes Balears es constitueix de «quatre barres vermelles en sentit vertical sobre fons groc, creuades diagonalment, per una banda, blava col·locada des de l'angle superior dret a la part inferior oposada. L'amplària de les barres vermelles i la dels espais grocs seran iguals per a unes i per als altres i equivaldran a la novena part de l'amplària de l'Escut. L'amplària de la banda blava tendra la proporció d'1,5 respecte de les barres vermelles.» Està documentat des del segle xiv.
La Corona d'Aragó, durant els segles xii i xiii experimenta un fort procés d'expansió cap a la Mediterrània que la porta a fer seves les terres balears. A diferència del que succeirà amb València, que serà una conquesta conjunta de catalans i aragonesos, la conquesta del regne de Mallorca és només catalana. El jove rei aragonès Jaume I el Conqueridor (tenia vint-i-un anys) comanda una flota que desembarca a Mallorca a finals d'estiu de 1229. Després d'ardents combats que es van prolongar durant mesos, entra victoriós a la ciutat el 31 de desembre d'aquell any. L'assalt fou seguit d'una matança indiscriminada que va ocasionar un veritable genocidi de la població mallorquina. Els milers de cossos morts que no podien ser enterrats van produir una epidèmia entre els conquistadors que provocà nombroses morts. Com a conseqüència, els nobles van voler apoderar-se de tot el botí en compte de sortejar-lo entre la tropa. Això va motivar la revolta de peons i cavallers. Finalment, es va fer el repartiment del botí, que durà fins al 30 d'abril de 1230. Gràcies a tot plegat, els musulmans supervivents van tenir temps d'organitzar diferents focus de resistència a les muntanyes, cosa que va fer allargar durant un parell d'anys més les lluites contra els musulmans a Mallorca, que finalment van acabar convertits en esclaus o semi-esclaus.

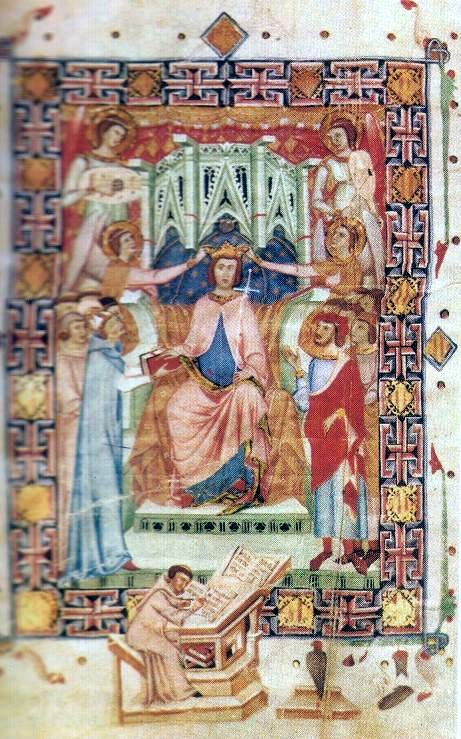
Jurament dels Privilegis de Jaume II de Mallorca davant de Jaume I el Conqueridor

Arran de tota aquesta destrucció, però també a causa de la debilitat en què havia quedat l'exèrcit de Jaume I, Menorca va demanar el vassallatge de la Corona i així li va ser concedit. D'aquesta manera, Menorca esdevindria una taifa autònoma on la religió i la cultura àrab encara van mantenir-se mig segle més. Però en ple gener de 1287, i amb una flota mig delmada per un fort temporal, Alfons el Franc arribà al port de Maó. El Moixerif va pactar la capitulació de manera que cabdills i nobles pogueren escapar dels catalans a canvi de lliurar la resta de la població perquè l'esclavitzessin. Pel que fa a Eivissa, també va ser conquerida durant el regnat de Jaume I, el 8 d'agost del 1235. Els seus habitants també van ser esclavitzats i els seus béns repartits entre els magnats.
El nou regne cristià de Mallorca o Mallorques queda instituït per la Carta de Privilegis i Franqueses de Mallorca (1230). Com el seu nom indica, no només institueix el nou regne, sinó que és una carta de poblament que dona una sèrie de llibertats als nous repobladors en un intent de protegir-los dels abusos del règim feudal i per tal d'atreure'ls a les noves terres. No existeixen corts ni institucions comunes a totes les Illes, llevat de la mateixa monarquia. Així, el lloctinent (anomenat també virrei en temps de la Monarquia Hispànica) i la Reial Audiència de Mallorca són les úniques institucions per a totes les illes. Mallorca es regeix pel Gran i General Consell i Menorca i les Pitiüses per la Universitat de cada illa. Menorca i Eivissa eren governades també per governadors nomenats pels lloctinents mallorquins.

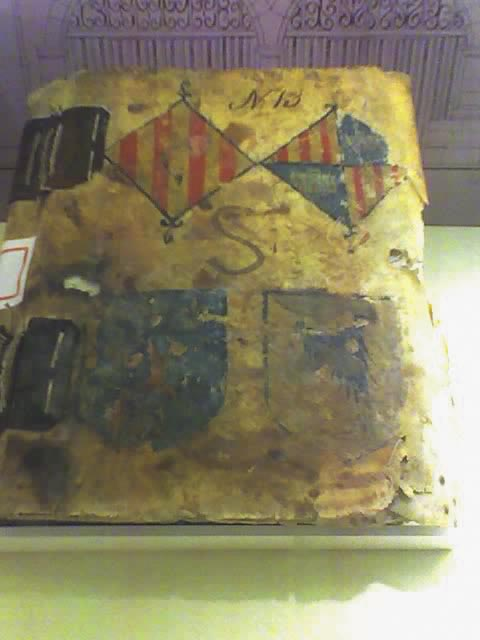
llibre del Consolat del Mar del s XIV (1320) amb quatre escuts a la coberta:Catalunya, Mallorca, Aragó (blau) i Sicilia.

El 1276 mor Jaume I i la Corona d'Aragó es parteix, quedant-se els regnes peninsulars (Aragó, Catalunya i València) en mans del fill major, Pere el Gran i el regne de Mallorca en mans del fill menor, Jaume II de Mallorca, si bé els reis de Mallorca eren vassalls dels d'Aragó. Neix així l'anomenat Regne Privatiu de Mallorca. Aquest regne estava format, a més de per les Illes Balears, pels comtats catalans del nord dels Pirineus (Rosselló i Cerdanya) i les possessions que encara li restaven a Occitània i malgrat fer construir els seus reis el castell de Bellver, no van residir habitualment a l'illa. El palau dels reis de Mallorca és a Perpinyà. Durant aquest període la Corona d'Aragó conquereix Menorca, que definitivament s'incorpora al regne de Mallorca el 1295. El període del regne privatiu va durar de 1276 a 1349, quan Pere el Cerimoniós d'Aragó conquereix Mallorca a Jaume III. Així, el regne de Mallorca queda definitivament integrat a la Corona d'Aragó.2019
En el testament de Jaume III de Mallorca (1349) apareix l'escut. Més avant en el temps, diversos membres de la Casa Reial de Mallorca, del Regne d'Aragó i de la Monarquia Espanyola van emprar-lo.
| Escut i armes dels reis de Mallorca                    | Escut dels reis de Mallorca                                                                       | Escut de les Illes Balears i del Regne de Mallorca                                                        |
| Escut i armes dels reis de Mallorca Ca.1276-Segle XVII | Escut dels reis de Mallorca (Des del segle XIV) Disseny mostrat en el Livro do armeiro mor (1509) | Escut del Regne de Mallorca (segle XVII-1715) Escut de les Illes Balears (1715- Segle XX) (Versió comuna) |